# Organosilantriole

Methylsilantriol, ein Vertreter der Silantriole

Organosilantriole sind organische Siliciumverbindungen, bei denen neben drei Hydroxygruppen mindestens ein Organyl-Rest an das Silicium-Atom gebunden ist. Es handelt sich um eine Teilgruppe der Organosilanole.

## Darstellung
Organosilantriole können durch Hydrolyse entsprechender Halogenverbindungen RSiCl3 gewonnen werden.
{\displaystyle \mathrm {H_{3}CSiCl_{3}+\ 3\ H_{2}O\longrightarrow H_{3}CSi(OH)_{3}+\ 3\ HCl} }

## Eigenschaften und Verwendung
Organosilantriole besitzen amphiphile Eigenschaften und können zur Oberflächenmodifizierung eingesetzt werden. Stabile Organosilantriole besitzen zudem Tensideigenschaften.